# C.L.G. Chíll Chartha
Il C.L.G. Chíll Chartha è una squadra di sport gaelici appartenente al board della Donegal GAA. Ha sede nel villaggio di Cill Charthaigh (Kilcar), nel Donegal sud-occidentale. Fondata nel 1924, è una delle squadre più antiche della contea.
Pur non essendo tra le più titolate, con cinque successi di contea in bacheca, è nota per aver massicciamente contribuito alla produzione di talenti risultati importanti nelle selezioni inter-county del Donegal. Esempio di spicco è la famiglia McHugh, i cui membri risultano tra i più vincenti della contea e in Irlanda: James e Martin, fratelli, hanno alzato la Sam Maguire Cup nel 1992, mentre i figli di quest'ultimo, Mark e Ryan, sono elementi fissi della compagine attuale. Mark è stato uno dei giocatori più importanti per la conquista del titolo del 2012. Ryan, troppo giovane per partecipare a quella competizione, si è unito al fratello dal 2013 ed è risultato anch'egli determinante nella stagione 2014 dove il Donegal ha raggiunto la finale dopo soli due anni, poi persa, proprio con una sua doppietta. Eoin, figlio di James, ha giocato anch'egli in rappresentative giovanili di contea. Al di fuori della famiglia McHugh, il club può vantare tra le sue file altri giocatori di rilievo come Michael Hegarty (campione Ulster col Donegal nel 2011), Patrick McBrearty (campione All-Ireland 2012).

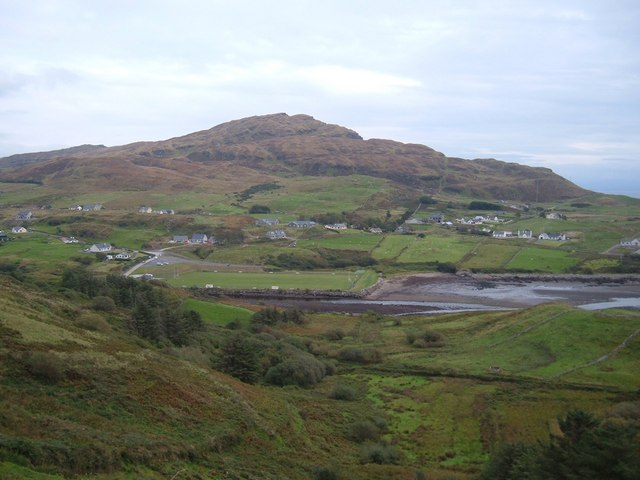
Il campo di Towney visto dall'alto

Il C.L.G. Chíll Chartha, che facendo riferimento ad un villaggio di una gaeltacht ha denominazione solo in gaelico irlandese, gioca in tenuta azzurra con banda gialla sul petto e pantaloncini bianchi. L'impianto casalingo è il suggestivo campo di Towney, situato nell'omonima comunità poco fuori dell'abitato di Cill Charthaig in una cornice particolarmente suggestiva tanto che è stato spesso indicato come uno dei campi di football gaelico più scenografici d'Irlanda.

## Titoli
- 6 Donegal Senior Football Championship (1925, 1980, 1985, 1989, 1993, 2017)
- 11 Donegal Senior League Championships (1933, 1935, 1959, 1975, 1979, 1981, 82, 83, 84, 87 and 2014)
- 10 Donegal Senior League Shield Championships (1982, 83 and 85)
- 3 Donegal Senior Reserve Championships (1991, 94 and 2011)
- 4 Donegal Senior Reserve League Championships (1991, 92, 93 and 2004)
- 5 Donegal Junior Championships (1991, 93, 96, 2000 and 2001)
- 6 Comórtas Peile na Gaeltachta Senior All Ireland Championships (1987, 89, 90, 91, 2008 and 2014)
- 8 Comórtas Peile na Gaeltachta Senior Donegal Championships (1970, 75, 82, 87, 89, 99, 2000 and 2014)
- 2 Comórtas Peile na Gaeltachta Junior All Ireland Championships (1975 and 1989)
- 3 Comórtas Peile na Gaeltachta Junior Donegal Championships (1989, 90 and 2008)
- 5 Donegal Under 21 Football Championships (1972, 73, 74, 2011 and 2013)
- 4 Donegal Minor Football Championships (1964, 98, 2010 and 2012)